# Мемориальный центр Холокоста «Бабий Яр»
Мемориальный центр Холокоста «Бабий Яр» — запланированный в Киеве мемориал, посвященный жертвам Холокоста. 29 сентября 2016 года президент Украины Пётр Порошенко вместе с общественными деятелями и филантропами инициировал создание первого Мемориального центра жертв Холокоста «Бабий Яр». Проект поддержали Главный раввин Киева и Украины Яков Дов Блайх, музыкант Святослав Вакарчук, украинский боксер Владимир Кличко, бывший президент Польши Александр Квасьневский, бывший сенатор от штата Коннектикут в США Джо Либерман, Председатель исполнительного совета Еврейского агентства для Израиля Натан Щаранский и вице-канцлер Германии Йошка Фишер и другие. С конца 2019 года генеральный директор Мемориального центра — Максим Яковер.
Мемориальный центр Холокоста «Бабий Яр» совместно с главными раввинами Киева и Украины — Яковом Дов Блайхом (Объединение иудейских религиозных организаций Украины) и Моше Реувеном Азманом (Всеукраинский еврейский конгресс) запланировали построить мемориальную синагогу на территории Национального историко-мемориального заповедника «Бабий Яр».
Проект изначально финансировался бизнесменами Виктором Пинчуком, Павлом Фуксом, Михаилом Фридманом и Германом Ханом. В 2020 году к финансированию присоединились президент Всемирного еврейского конгресса Рональд Лаудер и Владимир Кличко. Согласно финансовой отчетности за 2020 год, 50 % — это финансирование от граждан Украины. Проект стоит около $100 млн.

## Бабий Яр
Бабий Яр — одно из самых известных памятных мест, связанных с человеческой трагедией. В годы Второй мировой войны 1939—1945 — место нацистского геноцида. Здесь начиная с 29 сентября 1941 и до октября 1943 года гитлеровские оккупационные власти уничтожили от 70 тыс. до 100 тыс. человек.
Известны факты спасения евреев киевлянами от гибели. После войны более полусотни спасателей удостоены почетного звания «Праведники Бабьего Яра».

## История
29 сентября 2016 года президент Украины Пётр Порошенко вместе с общественными деятелями и филантропами инициировал создание первого Мемориального центра жертв Холокоста «Бабий Яр». По его убеждению, создание Мемориала Холокоста в Бабьем Яру должно стать символом объединения нации и будет иметь огромное значение для всего мира. На церемонии объявления присутствовали сам Порошенко и мэр Киева Виталий Кличко.
19 марта 2017 года был учрежден Наблюдательный совет фонда. Его членами стали председатель исполнительного совета Еврейского агентства для Израиля Натан Щаранский, филантропы Виктор Пинчук, Михаил Фридман, Герман Хан и Павел Фукс, Генеральный директор ЮНЕСКО Ирина Бокова (2009—2017), главный раввин Киева и Украины Яков Дов Блайх, музыкант Святослав Вакарчук, профессиональный боксер Владимир Кличко, президент Польши Александр Квасневский (1995—2005), филантроп Виктор Пинчук, бывший министр иностранных дел Германии Йошка Фишер. 28 мая создан Общественный совет.
19 октября 2017 состоялась встреча руководства Мемориального центра Холокоста «Бабий Яр» с Премьер-министром Украины Владимиром Гройсманом. Глава правительства выразил поддержку проекта строительства в Киеве мемориального комплекса памяти жертв Бабьего Яра, а также отметил важность сохранения исторической памяти с целью не допустить повторения ошибок прошлого в будущем.
Открытие комплекса планируется в 2023 году. Площадь будущего мемориала составит около 77 тысяч квадратных метров.
22 октября мемориальным центром было запущено онлайн-издание Yar Media, которое должно было сосредоточиться на изучении человека и общества. Автором концепции выступил эмигрировавший в США блогер левых взглядов Анатолий Ульянов, известный своими неоднозначными высказываяними в адрес Украины. 27 октября редакция Yar Media в полном составе покинула издание, не сойдясь во взглядах с центром.

### Ракетный удар российских войск в 2022 году
1 марта 2022 года в ходе вторжения России на Украину российская ракета разорвалась неподалёку от мемориала, когда российские военные пытались уничтожить находящуюся неподалёку киевскую телебашню; мемориал получил осколочные повреждения. По утверждению в Твиттере президента Украины В. Зеленского, в результате ракетного удара погибло по меньшей мере 5 человек.

## Архитектурный конкурс
19 декабря 2018 года стартовал международный архитектурный конкурс проектов будущего Мемориального центра Холокоста «Бабий Яр». Конкурс будет проходить по приглашению, в два этапа, с процедурой предварительного квалификационного отбор. Организатор конкурса выделит сумму в размере 45 000 евро (нетто) на вознаграждение и премии призовым местам.

## Оценки
Ряд украинских общественных деятелей, учёных и общественных активистов обратились к мэру Киева Виталию Кличко и Киевраде с открытым письмом, предлагая не поддерживать проект из-за возможности ретранслирования мемориалом российских исторических нарративов. В апреле 2020 года наблюдательный совет мемориального центра Холокоста попросили уволить Илью Хржановского с поста художественного руководителя центра.